# Taihō Kōki
Taihō Kōki (ur. 29 maja 1940, zm. 19 stycznia 2013) – profesjonalny zapaśnik sumo. Stał się on 48. yokozuną w 1961 r. mając 21 lat, jako najmłodszy w historii.
Kōki wygrał 32 mistrzostwa w latach pomiędzy 1960 i 1971, co stanowi rekord nieporównywalny aż do 2014 r. Dwukrotnie wygrał sześć turniejów z rzędu i zwyciężył 45 kolejnych walk w latach 1968–1969. Jest jedynym zapaśnikiem, który w swojej karierze w najwyższej klasie rozgrywkowej zdobywał co najmniej jedno mistrzostwo każdego roku.
Kiedy Kōki zmarł w styczniu 2013 roku, powszechnie znany jako największy zapaśnik sumo okresu powojennego. Od tego czasu Hakuhō, który uważał Taihō za mentora, pobił jego rekord, zdobywając swoje 33. mistrzostwo w styczniu 2015 r.

## Wczesna kariera
Urodził się na Sachalinie, jako syn Japonki i etnicznego Ukraińca, zbiegłego z rewolucji bolszewickiej. Uznaje się jednak, że pochodzi z Hokkaido, gdzie przeniósł się po przejęciu Sachalinu przez ZSRR w 1945 r. Jest pierwszym z wielkich rikishi pochodzących z Hokkaido, tuż obok Kitanoumi i Chiyonofuji.
Trenować sumo zaczął w r. 1956, dołączając do stajni Nishonoseki. Początkowo walczył pod swoim prawdziwym imieniem - Naya Kōki. Po awansie do dywizji jūryō w maju 1959 r. przyjął imię Taihō, oznaczające "Wielki peng" (peng jest także tłumaczony jako feniks). Do dywizji makuuchi doszedł w styczniu 1960. W 1960 r. zwyciężył pierwszy ze swoich 32 wygranych turniejów i wspiął się do rangi ōzeki. Po dwóch kolejnych tryumfach, w 1961 r. został on wielkim mistrzem. Jako że Sachalin nie jest powszechnie uznawany za terytorium Japonii, uznaje się go często za pierwszego yokozunę-cudzoziemca.

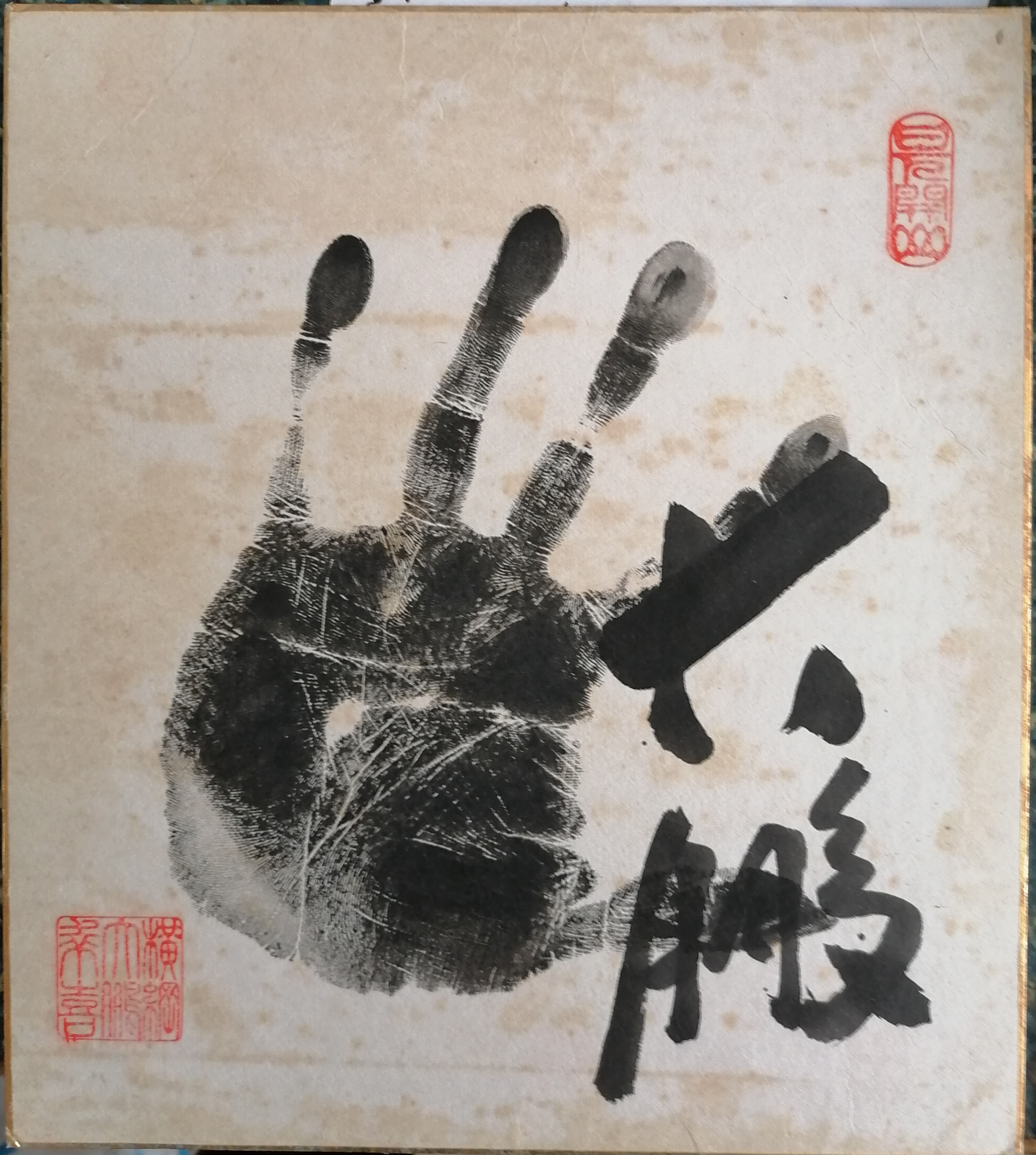
Oryginalna tegata

## Jako yokozuna
Taihō Kōki został yokozuną w wieku 21 lat i trzech miesięcy. Rekord ten został pobity przez Kitanoumi, który podczas przyjmowania tytułu był o miesiąc młodszy. Jednocześnie awansował Kashiwado, co stworzyło rywalizację pomiędzy nimi. Poza turniejami panowała pomiędzy nimi przyjaźń, aż do śmierci tego drugiego.
Jego ostatnie mistrzostwo miało miejsce w styczniu 1971 r., utrzymując rekord co najmniej jednego mistrzostwa w swojej karierze. Jego rekord 32. mistrzostw pobił dopiero Hakuhō w 2013 r.